# Quiina jamaicensis
Espèce
Classification phylogénétique
Statut de conservation UICN

 NT  : Quasi menacé
Quiina jamaicensis est une espèce de plantes à fleurs de la famille des Ochnaceae. C'est un arbre originaire de la Jamaïque. 

## Description
C'est un arbre.

## Répartition
Il est endémique aux forêts sur calcaire du Nord-Ouest de la Jamaïque.